# Pollenia sakulasi
Pollenia sakulasi är en tvåvingeart som beskrevs av Hiromu Kurahashi 1987. Pollenia sakulasi ingår i släktet vindsflugor, och familjen spyflugor. Inga underarter finns listade i Catalogue of Life.